# Quneitra (tỉnh)
Quneitra (tiếng Ả Rập: مُحافظة القنيطرة / ALA-LC: Muḥāfaẓat Al-Qunayṭrah) là một trong 14 tỉnh của Syria. Tỉnh nằm ở miền Nam Syria, bao gồm cả Cao nguyên Golan. Tỉnh giáp với tỉnh Nabatieh của Liban, tỉnh Irbid của Jordan và quận Bắc của Israel. Tỉnh có diện tích đang quản lý là 685 km² và diện tích lý thuyết là 1.861 km². Theo ước tính năm 2010, dân số của tỉnh là 87.000 người. Tỉnh lị trên danh nghĩa là thành phố bị bỏ hoang Quneitra. Hầu hết tỉnh bị Israel chiếm giữ trong Chiến tranh Sáu ngày năm 1967 và 1973 Chiến tranh Yom Kippur năm 1973 và gây nên vấn đề Cao nguyên Golan.

## Huyện
Tỉnh được chia thành 2 huyện (manatiq):
- Fiq
- al Qunaytirah

Các huyện được chia tiếp thành 6 phó huyện (nawahi).
- Quneitra
- Jabta Elhashab
- Massade
- Hushnia
- Fiq
- Elmahjer